# 서진욱
서진욱(1968년 7월 6일 ~ )은 대한민국의 배우이다.

## 출연작

### 영화
- 2003년 《튜브》 ... 경찰 간부 1 역
- 2005년 《공공의 적 2》 ... 파티 남 역
- 2005년 《내 생애 가장 아름다운 일주일》 ... 소아병동 의사 역
- 2006년 《연리지》 ... 바텐더 역
- 2006년 《모노폴리》 ... 1% 그룹 1 역
- 2007년 《바람 피기 좋은 날》 ... 심부름센터 직원 1 역
- 2007년 《지금 사랑하는 사람과 살고 있습니까?》 ... 김 실장 역
- 2015년 《강남 1970》 ... 박승구 십인회 역

### 드라마
- 2003년 KBS2 《상두야, 학교가자》 ... 수희 남편 역
- 2003년 SBS 《요조숙녀》 ... 전자제품 대리점 사장 역
- 2003년 KBS1 《백만송이 장미》 ... 기사 역
- 2003년 SBS 《때려》 ... 유빈 부 역
- 2003년 MBC 《그대 아직도 꿈꾸고 있는가》
- 2004년 KBS2 《해신》 ... 관군 역
- 2006년 SBS 《연개소문》 ... 조의선인 역
- 2006년 KBS2 《투명인간 최장수》 ... 박형준 역
- 2007년 SBS 《외과의사 봉달희》 ... 성악가 역
- 2007년 SBS 《황금신부》 ... 필립 김 역
- 2008년 SBS 《유리의 성》 ... 민지환 역
- 2008년 SBS 《스타의 연인》 ... 조범석 감독 역
- 2008년 SBS 《온에어》 ... 김대식 역
- 2009년 SBS 《스타일》
- 2009년 MBC 《내조의 여왕》
- 2010년 SBS 《산부인과》 ... 의사 역
- 2010년 SBS 《자이언트》
- 2010년 SBS 《나는 전설이다》 ... 판사 역
- 2010년 MBC 《글로리아》 ... 감독 역
- 2011년 SBS 《내게 거짓말을 해봐》 ... 최면술사 역
- 2011년 tvN 《로맨스가 필요해》 ... 호텔 셰프 역
- 2011년 MBC 《넌 내게 반했어》 ... 공연 관계자 역
- 2011년 MBC 《로열 패밀리》
- 2011년 MBC 《천번의 입맞춤》
- 2011년 SBS 《여인의 향기》 ... 앤디 윌슨의 지인 역
- 2011년 SBS 《뿌리깊은 나무》
- 2011년 ~ 2012년 OCN 《특수사건 전담반 TEN》 - 경찰 관계자 역
- 2012년 MBC 《해를 품은 달》 - 대사헌 홍만호 역
- 2012년 MBC 《신들의 만찬》 - 경연대회 심사위원 역
- 2012년 TV조선 《한반도》
- 2012년 SBS 《옥탑방 왕세자》
- 2012년 MBC 《아이두 아이두》 - 면접관 역
- 2012년 SBS 《유령》 - 의사 역
- 2012년 tvN 《로맨스가 필요해 2012》 - 엄 대표 역
- 2012년 MBC 《골든타임》
- 2012년 SBS 《다섯 손가락》
- 2012년 KBS2 《세상 어디에도 없는 착한남자》 - 오디션 심사위원 역
- 2012년 MBC 《마의》 - 사복시 마의
- 2012년~2013년 MBC 《보고싶다》 - 의사 역
- 2012년~2013년 SBS 《청담동 앨리스》 - 면접관 역
- 2013년 MBC 《백년의 유산》 - 회사 감사실 직원 역
- 2013년 SBS 《상속자들》
- 2013년 SBS 《황금의 제국》
- 2013년 SBS 《주군의 태양》
- 2013년 KBS2 《굿 닥터》
- 2013년 MBC 《메디컬 탑팀》 - 윤리위원회 의원 역
- 2014년 KBS2 《골든크로스》
- 2014년 MBC 《개과천선》
- 2014년 MBC 《트라이 앵글》
- 2014년 MBC 《앙큼한 돌싱녀》 - 레스토랑 지배인 역
- 2014년 MBC 《왔다! 장보리》 - 부장검사 역
- 2014년 MBC 《전설의 마녀》 - 주례사 역
- 2014년~2015년 SBS 《미녀의 탄생》 - 변호사 역
- 2015년 MBC 《밤을 걷는 선비》
- 2015년 OCN 《처용 시즌2》
- 2015년 tvN 《울지 않는 새》
- 2016년 SBS 《리멤버 - 아들의 전쟁》 ... 교도소 담당의사 박동진 역
- 2016년 tvN 《치즈인더트랩》
- 2016년 MBC 《화려한 유혹》 ... 임동준 박사 역
- 2016년 KBS2 《베이비시터》
- 2016년 KBS2 《페이지터너》
- 2016년 SBS 《미세스 캅 2》 ... 의사 역
- 2016년 SBS 《당신은 선물》
- 2016년 SBS 《미녀 공심이》 ... 사장 역
- 2016년 tvN 《신데렐라와 네 명의 기사》
- 2016년 MBC 《W》
- 2016년 KBS2 《여자의 비밀》
- 2016년 KBS1 《빛나라 은수》
- 2017년 KBS2 《월계수 양복점 신사들》
- 2017년 SBS 《수상한 파트너》
- 2017년 MBC 《도둑놈, 도둑님》
- 2017년 JTBC 《품위있는 그녀》 ... 지점장 역
- 2017년 SBS 《언니는 살아있다》
- 2018년 KBS2 《꽃 피어라 달순아!》 ... 국회의원 역
- 2018년 KBS1 《미워도 사랑해》
- 2018년 TV조선 《너의 등짝에 스매싱》
- 2018년 tvN 《식샤를 합시다 3》
- 2019년 KBS2 《동네 변호사 조들호2:죄와 벌》
- 2020년 TV조선 《바람과 구름과 비》
- 2020년 KBS2 《비밀의 남자》 ... 수희 담당 최면술사 역
- 2023년 tvN <스틸러> 국회의원 이창수 역
- 2024년 MBN <세자가 사라졌다> 서인 역